# Morena środkowa
Morena środkowa – rodzaj moreny, powstającej na styku połączonych ze sobą strug lodowca.
Powstaje na powierzchni lub w głębi lodu lodowca wskutek połączenia moren bocznych zlewających się jęzorów lodowcowych, ewentualnie lodowców.
Przykładem moreny środkowej w Tatrach jest wał Dryganta powstały w wyniku działalności lodowców Doliny Młynickiej i Mięguszowieckiej.